# Marianne Ahrne
Siv Marianne Ahrne (Lund, 25 maggio 1940) è una regista e sceneggiatrice svedese, prima donna regista vincitrice nel 1977 del premio Guldbagge come miglior regista.

## Biografia
Tra il 1970 e il 1997 diresse dieci film.

## Filmografia

### Cinema
- Långt borta och nära (1977)
- Frihetens murar (1979)
- På liv och död (1986)

## Premi e riconoscimenti
Guldbagge
1977 - Miglior regista per Långt borta och nära